# Comuna de Zakrzówek
Zakrzówek (polaco: Gmina Zakrzówek) é uma gminy (comuna) na Polónia, na voivodia de Lublin e no condado de Kraśnicki. A sede do condado é a cidade de 1999.
De acordo com os censos de 2004, a comuna tem 7044 habitantes, com uma densidade 71,1 hab/km².

## Área
Estende-se por uma área de 99,08 km², incluindo:
- área agrícola: 89%
- área florestal: 5%

## Demografia
Dados de 30 de Junho 2004:
|                      | Total   | Total | Mulheres | Mulheres | Homens  | Homens |
| -------------------- | ------- | ----- | -------- | -------- | ------- | ------ |
|                      | pessoas | %     | pessoas  | %        | pessoas | %      |
| População            | 7044    | 100   | 3607     | 51,2     | 3437    | 48,8   |
| Densidade (pop./km²) | 71,1    | 100   | 36,4     | 36,4     | 34,7    | 34,7   |

De acordo com dados de 2002, o rendimento médio per capita ascendia a 1189,08 zł.

## Subdivisões
- Bystrzyca, Góry, Józefin, Lipno, Majdan-Grabina, Majorat, Rudki, Rudnik Pierwszy, Rudnik Drugi, Studzianki, Studzianki-Kolonia, Sulów, Świerczyna, Zakrzówek, Zakrzówek Nowy, Zakrzówek-Wieś.

## Comunas vizinhas
- Batorz, Bychawa, Kraśnik, Strzyżewice, Szastarka, Wilkołaz, Zakrzew